# اریکا لکنر
اریکا لچنر (ایتالیایی: Erika Lechner؛ زادهٔ ۲۸ مه ۱۹۴۷) لژسوار اهل ایتالیا است.
وی همچنین برندهٔ جوایزی همچون نشان شایستگی از جمهوری ایتالیا شده‌است.
وی در مسابقات کشوری و بین‌المللی در مجموع برندهٔ ۲ مدال طلا، ۱ مدال نقره شده‌است.
او ابتدا در مسابقات انفرادی زنان پس از اورترون اندرلین و آنا ماریا مولر (هر دو از آلمان شرقی) سوم شد، اما پس از رد صلاحیت‌های اندرلین، مولر، و آنجلا به وی مدال طلا اعطا شد.